# Luisa Mussini
Luisa Mussini, nota anche come Luisa Mussini-Franchi (Siena, 10 gennaio 1865 – 18 giugno 1925), è stata una pittrice, scultrice e poetessa italiana. Artista influenzata dal Purismo letterario e pittorico, rispettata e riconosciuta per il suo talento dai critici suoi contemporanei, Luisa Mussini è stata a lungo dimenticata, ma un rinnovato interesse verso le donne artiste negli anni 2010 ha contribuito a mettere in luce la sua opera attraverso nuove indagini.

## Biografia

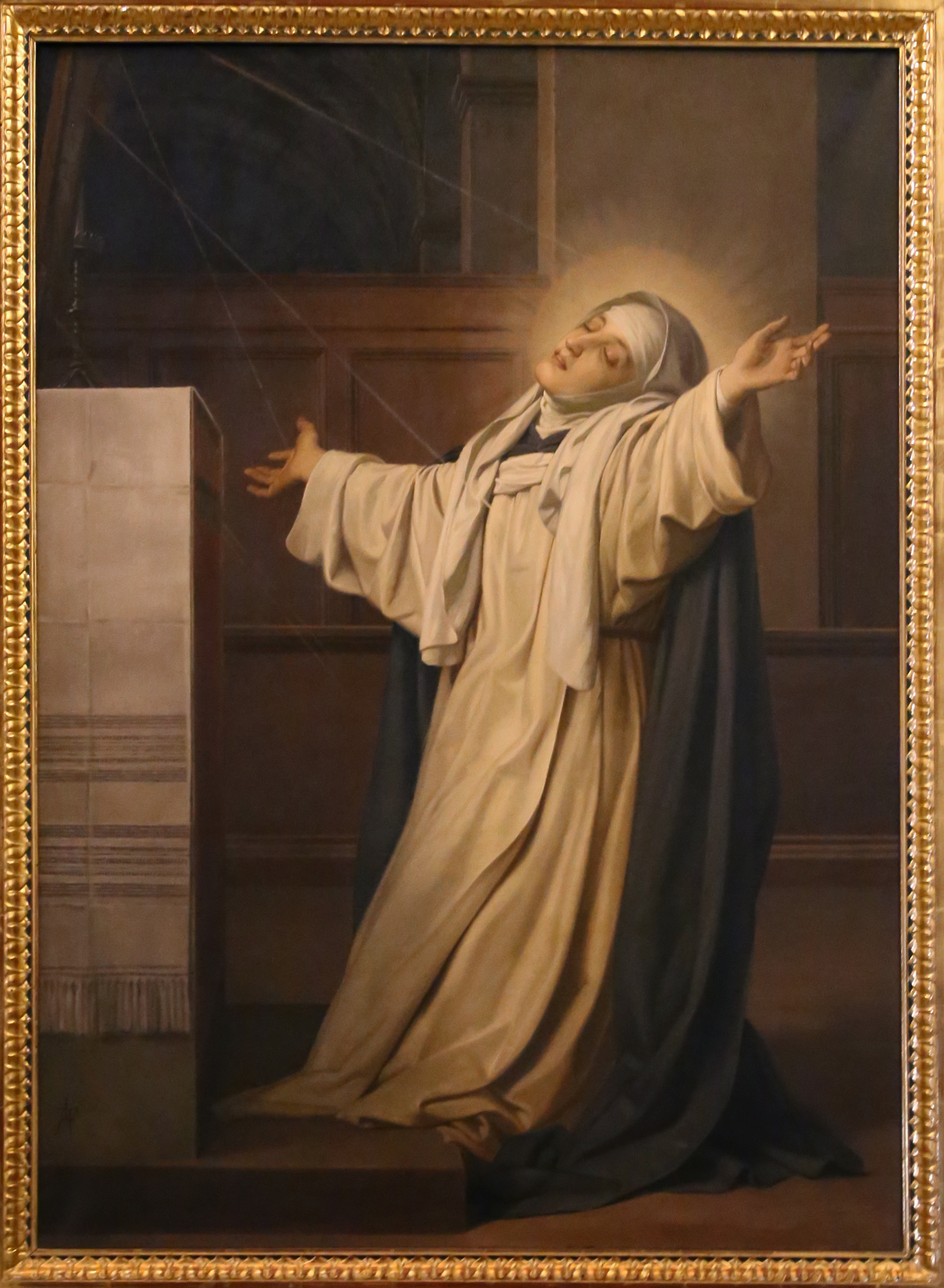
Alessandro Franchi e Luisa Mussini, Stimmate di santa Caterina da Siena, Chiesa di Sant'Elisabetta della Visitazione (Siena)

Secondogenita dei pittori Luigi Mussini e Luigia Piaggio, Luisa Mussini nacque a Siena il 10 gennaio 1865. La madre morì subito dopo il parto.
Dapprima allieva del padre vicino alla corrente purista, si dedicò in seguito anche alla scultura.
Come scultrice partecipò ad alcune esposizioni, tra cui l'esposizione veneziana del 1887 e quella bolognese del 1888. All'esposizione di Firenze del 1890 ricevette un premio.
Artista rispettata, durante la sua carriera artistica scultorea realizzò soprattutto monumenti funebri e opere di genere. Le sue opere rivelano l'influenza di Giovanni Duprè, rinomato scultore già amico del padre, con cui intrattenne una corrispondenza.
Nel 1893 sposò il pittore Alessandro Franchi e fu anche sua assistente, anche se poco si sa ancora della rilevanza di questa collaborazione e di quanto Mussini abbia contribuito alla carriera del marito. Aiutò senz'altro a tramandarne la memoria ai posteri: pubblicò infatti Alessandro Franchi e le sue opere, una biografia sentimentale che includeva il catalogo dei dipinti e degli affreschi del marito pittore.
Come riportato da Carmela Colella, il Carteggio inedito di Mario Pratesi, scrittore naturalista con cui Luisa intrattenne una corrispondenza dopo la morte del marito, ha permesso di riscoprire numerose sue poesie e approfondire la figura dell'artista.
Luisa Mussini morì il 18 giugno 1925.

## Opere
Tra le sue opere plastiche si ricordano:
- statua di San Giorgio, chiesa di Sant'Elisabetta della Visitazione, Siena
- statua di Santa Cecilia, chiesa di Sant'Elisabetta della Visitazione, Siena
- Deh! Non la destate, statuetta di bambina che dorme, esposta all'Esposizione nazionale di Belle Arti di Bologna del 1888, conservata al Museo civico di Siena